# Ana Lazarević
Pour les articles homonymes, voir Lazarević (homonymie).
Ana Lazarević est une joueuse de volley-ball serbe née le 4 juillet 1991 à Valjevo. Elle mesure 1,87 m et joue au poste de réceptionneuse-attaquante. Elle totalise 30 sélections en équipe de Serbie.

## Clubs
| Club                        | De        | À         |
| --------------------------- | --------- | --------- |
| Srbijanka Valjevo           | 2005-2006 | 2005-2006 |
| OK Vizura                   | 2006-2007 | 2011-2012 |
| Beşiktaş İstanbul           | 2012-2013 | 2012-2013 |
| ASPTT Mulhouse              | 2013-2014 | 2014-2015 |
| Olympiakos Le Pirée         | 2015-2016 | 2016-2017 |
| Beylikdüzü Voleybol İhtisas | 2017-2018 | 2017-2018 |
| CS Volei Alba-Blaj          | 2018-2019 | 2018-2019 |
| Olympiakos Le Pirée         | 2019-2020 | …         |

## Palmarès

### Équipe nationale
- Ligue européenne
  - Vainqueur : 2011.
- Championnat d'Europe
  - Vainqueur : 2011.

### Clubs
- Championnat de Serbie
  - Finaliste : 2011.
- Coupe de Serbie
  - Finaliste : 2011.
- Championnat de Grèce
  - Vainqueur : 2016, 2017.
- Coupe de Grèce
  - Vainqueur : 2016, 2017.
- Challenge Cup
  - Finaliste : 2017.
- Coupe de Roumanie
  - Vainqueur : 2019.
- Championnat de Roumanie
  - Vainqueur : 2019.
- Coupe de la CEV
  - Finaliste: 2019.